# Senescal
Un senescal es un miembro de palacio de alto cargo. El cargo de senescal existía en la mayor parte de las cortes reales o principados medievales de la Europa occidental. Según las regiones o los países, el cometido del senescal era diferente. La palabra senescal procede del vocablo latino senex («anciano») y del vocablo germánico skalk («servidor»), y significa «servidor de más edad», o "decano de los servidores".
El título correspondiente en las cortes de la Europa del Este era el de stolnic para los estados eslavos, derivado de la palabra eslava stol («mesa»), y megas doux o gran duque, en el Imperio romano de Oriente.
Las tierras bajo la jurisdicción de un senescal se llaman senescalado.

## Senescal de Francia
El cargo de senescal (sénéchal) de Francia fue, entre el siglo X y el siglo XII, el cargo más importante, después del rey, de la corona de Francia. Desde 1127 se otorgaba a los barones emparentados con la familia del rey, pero, debido al excesivo poder alcanzado, fue suprimido por Felipe Augusto en 1191.
Los bailíos (norte de Francia) o senescales (sur de Francia) fueron los delegados directos del rey con poderes jurídicos y administrativos, y los encargados de aplicar y hacer cumplir las decisiones del rey en las provincias.

## Reino de Navarra
El título de senescal llegó a Navarra por la francesa casa de Champaña, como oficial del brazo militar y luego como cargo político en representación del rey cuando se encontraba fuera, evolucionando a lugarteniente de un lugar concreto o territorio desde el reinado de Carlos II (1349-1387). A partir de la segunda mitad del siglo XV, se usó en su lugar el título de virrey, posiblemente por influencia aragonesa.

## Reino de Sicilia
En el Reino de Sicilia la figura del Gran Senescal (Gran Siniscalco), introducida por Roger II (r. 1130-1154). Sometido al Gran Condestable, era uno de los siete grandes oficiales del reino, con la tarea de administrar las propiedades reales y proporcionar avituallamiento al rey y su corte. El cargo sobrevivió a los períodos angevino y aragonés. Giovanni Pontano definió al Gran Senescal como 'Maestro de Campo' y Scipione Ammirato lo llamó 'Mayordomo de la Casa Real', 'el oficial supremo a cargo de la mesa'. Por enseña, además de los de la propia familia, llevaba una copa de unicornio.

## Órdenes militares
La figura del Gran Senescal también estaba presente en la jerarquía de las órdenes militares, como es el caso de los templarios, con la función de administrar los bienes de la Orden y, por lo general, de reemplazar al Gran Maestre en caso de ausencia.